# Schizachyrium condensatum
Schizachyrium condensatum är en gräsart som först beskrevs av Carl Sigismund Kunth, och fick sitt nu gällande namn av Christian Gottfried Daniel Nees von Esenbeck. Schizachyrium condensatum ingår i släktet Schizachyrium och familjen gräs. IUCN kategoriserar arten globalt som akut hotad. Inga underarter finns listade i Catalogue of Life.

## Bildgalleri

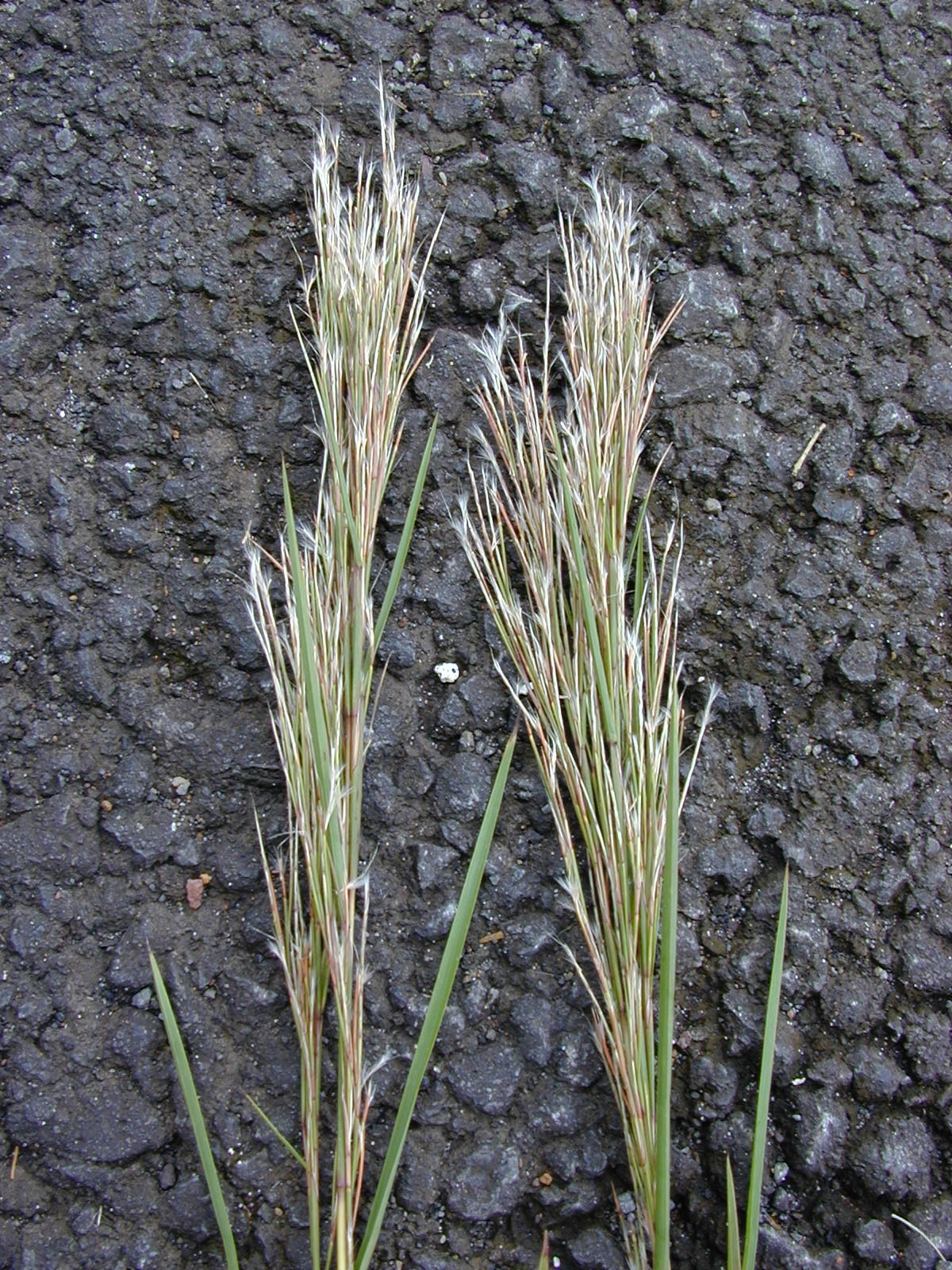
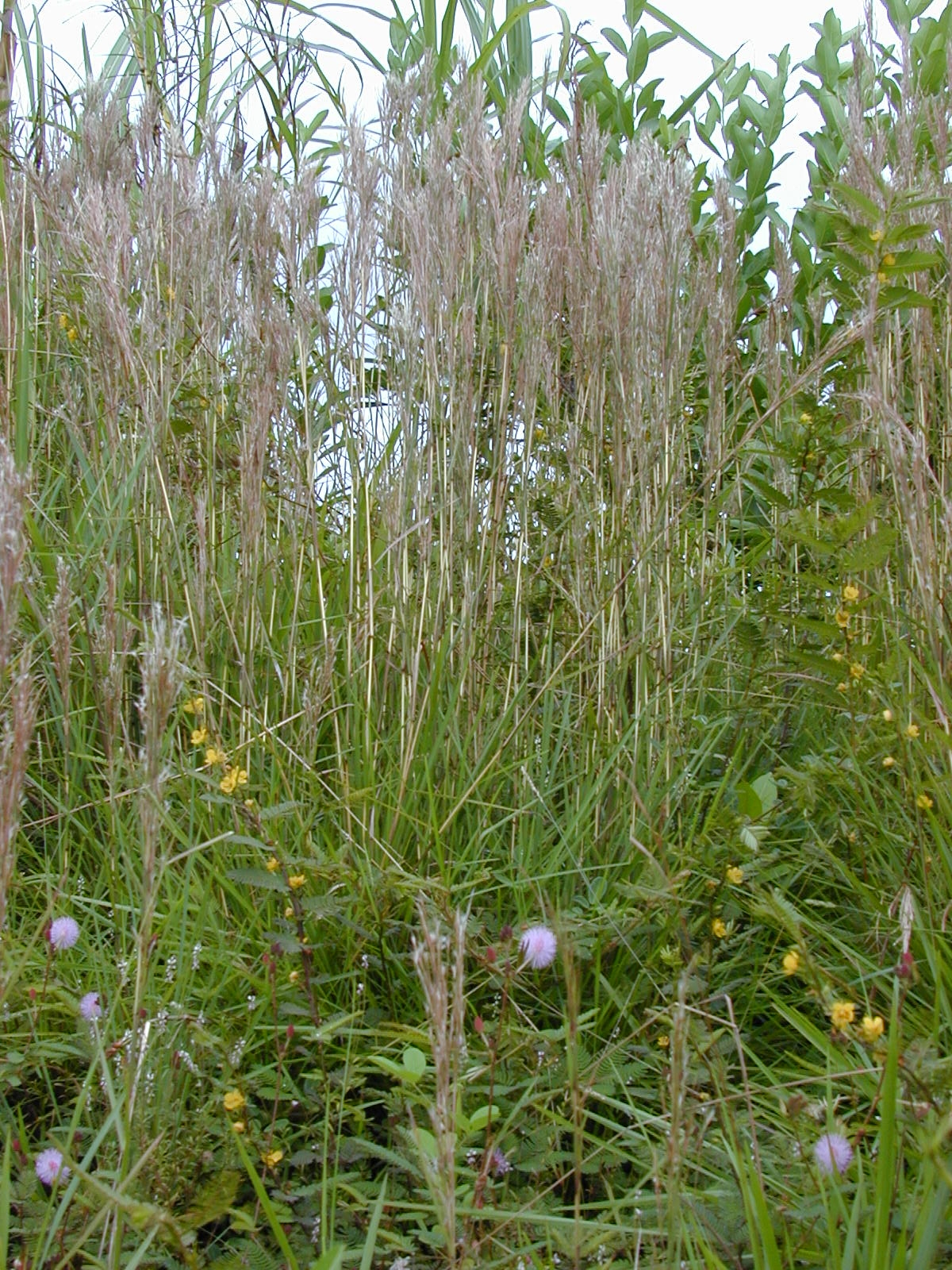
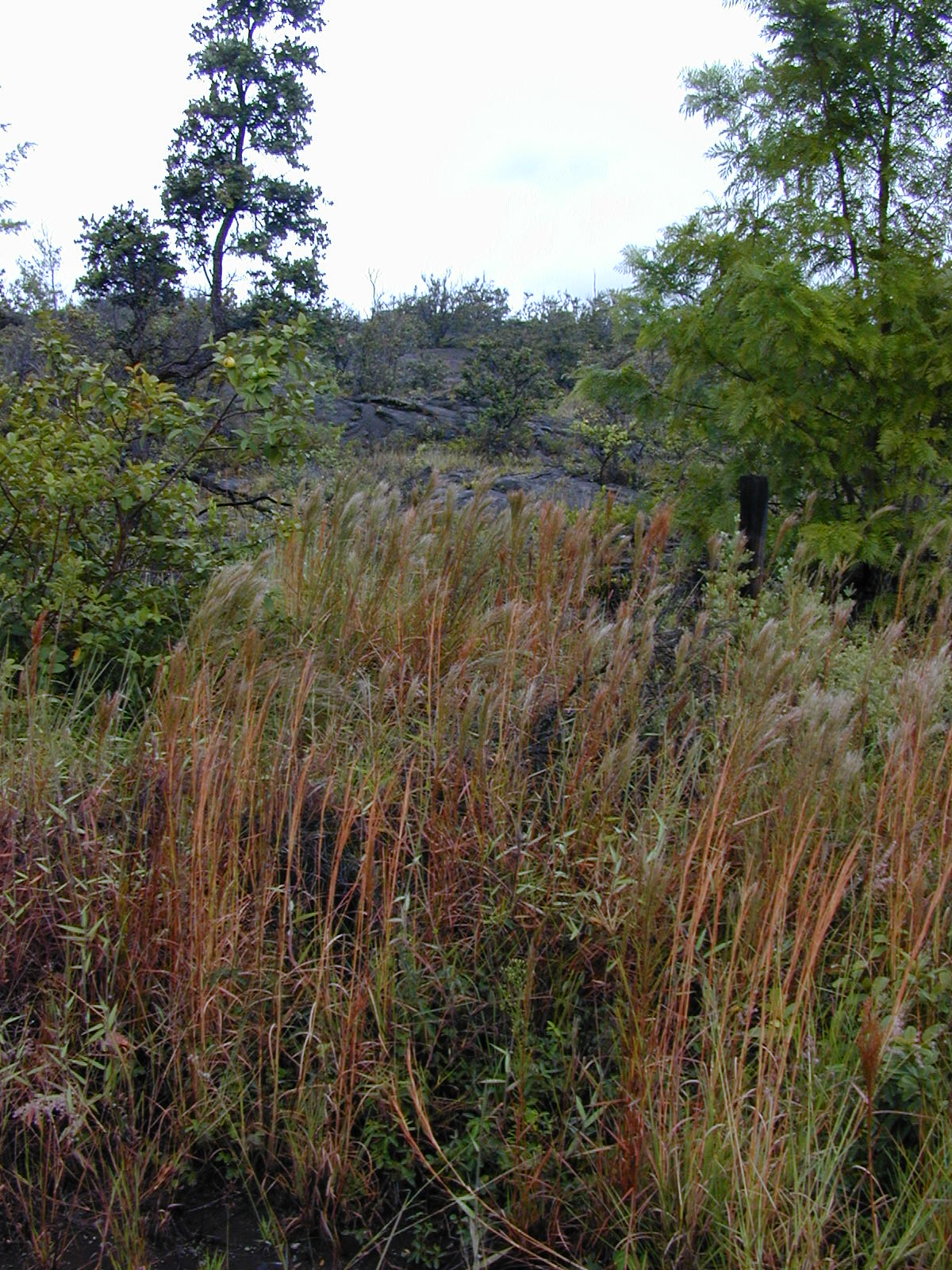
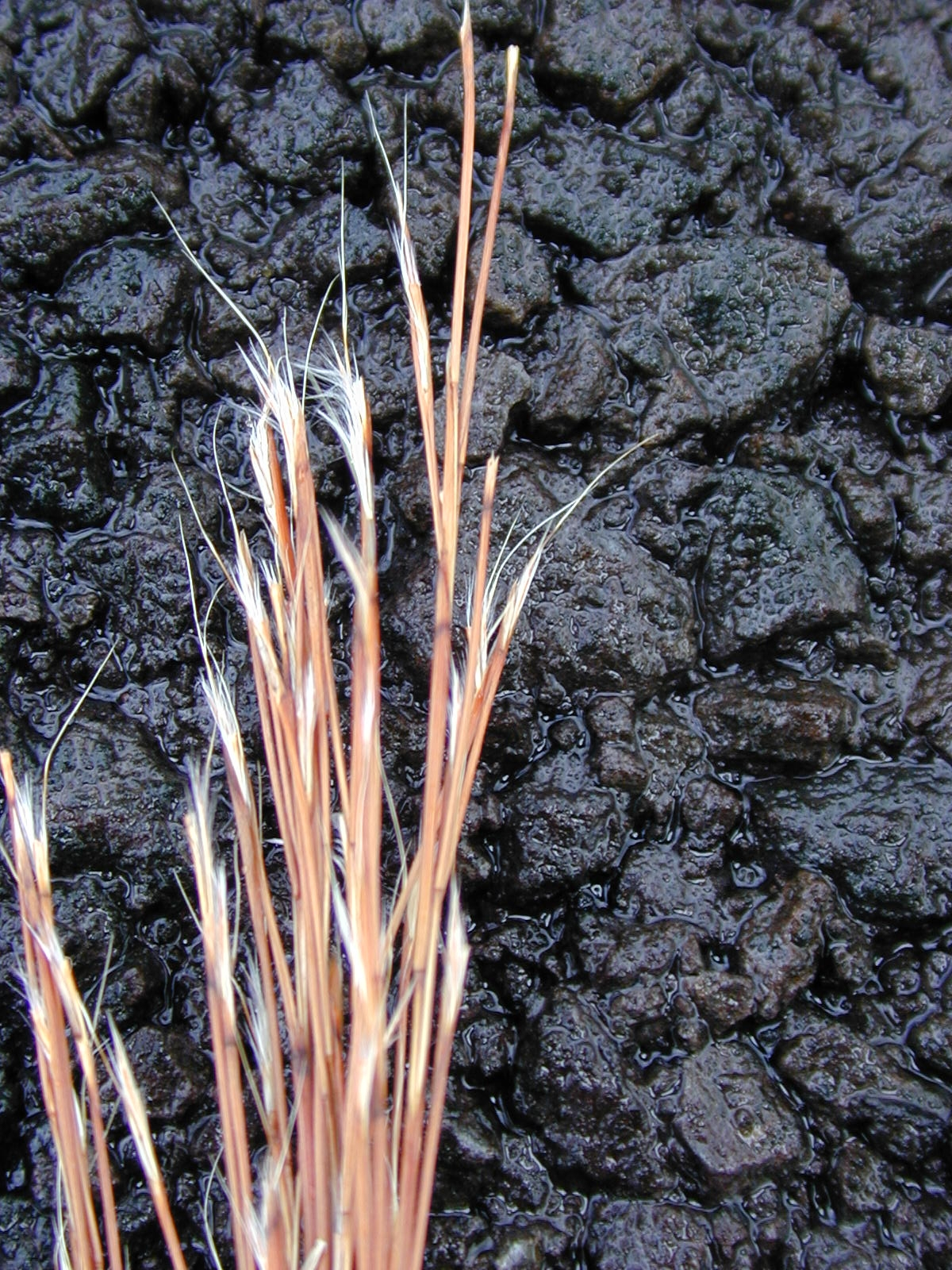
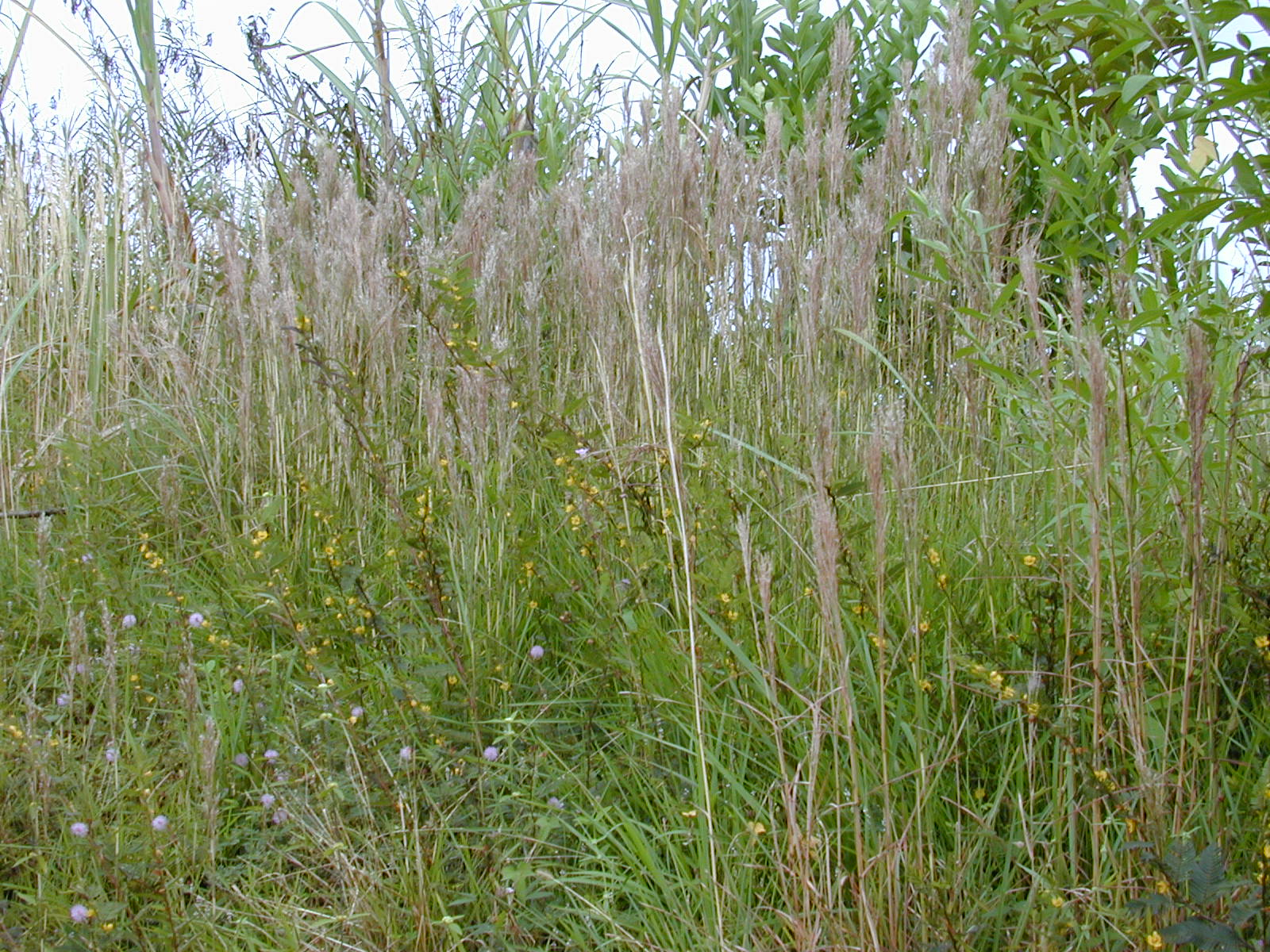
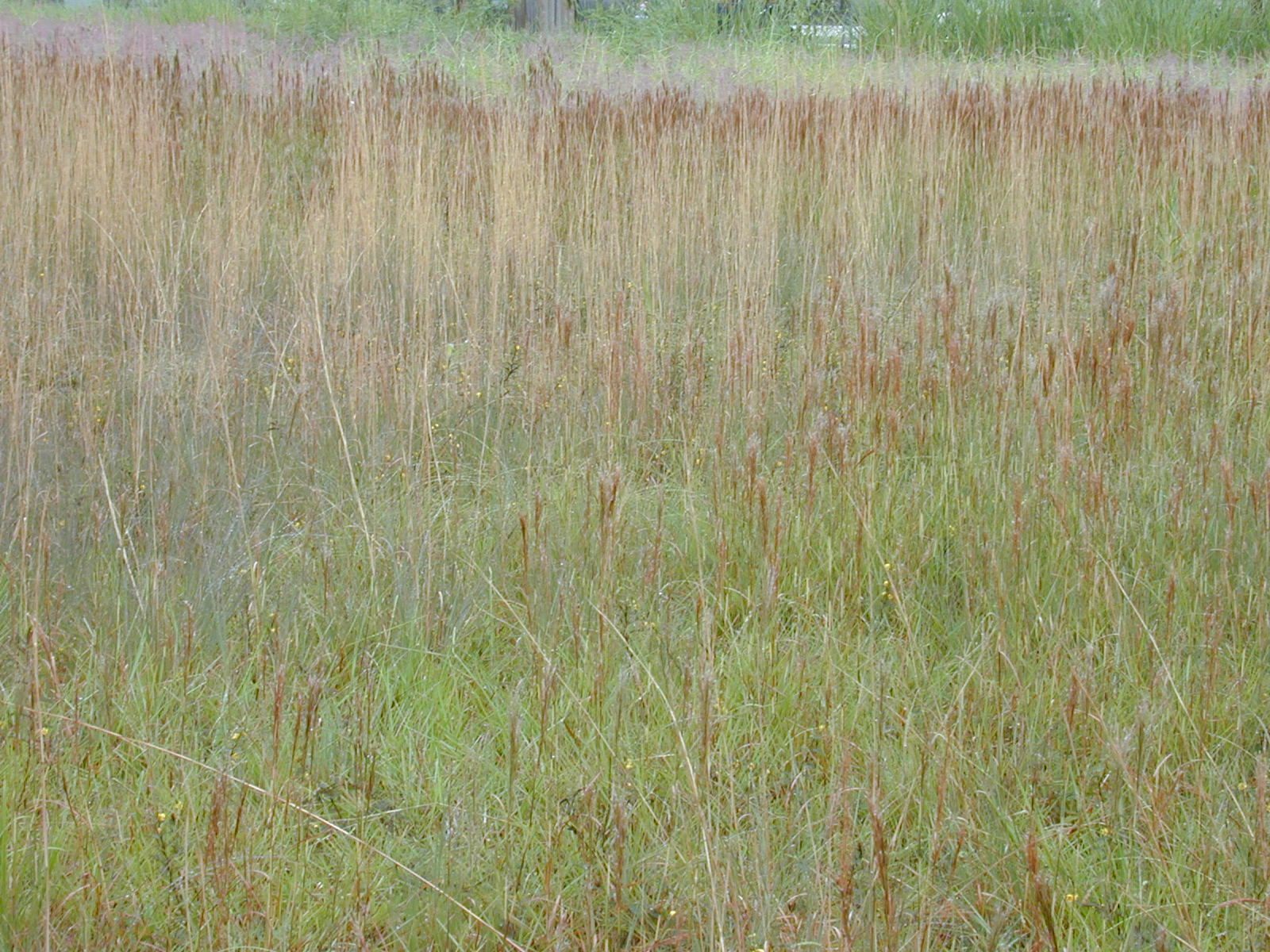